# Аста Баукуте
Аста Баукуте (лит. Asta Baukutė; нар. 29 червня 1967, Клайпеда) — литовська акторка і політична діячка, член Сейму Литовської Республіки скликання 2008—2012 рр.

## Життєпис
Закінчила акторське відділення Литовської академії музики та театру у 1994. Грала в театрі, знімалася у кіно. .
2008 — стала членом Партії національного відродження. Була обрана членом литовського Сейму скликання 2008—2012 рр. по багатомандатному виборчому округу. Спроба Баукуте балотуватися до Сейму наступного скликання (2012—2016) не вдалася: через процедурні порушення при висуванні кандидатури Головний виборчий комітет Литви заборонив Баукуте брати участь у виборах; правомірність цього рішення потім була підтверджена судом.
Одружена з Кястутісом Рупулявічюсом, має четверо дітей.
Володіє англійською мовою.

## Фільмографія
- 1990 — Погляд змія (лит. Zalcio Zvilgsnis) — Регіна
- 2002 — Орендована квартира (лит. Nuomos sutartis)
- 2006 — Гетто (лит. Vilniaus getas) — Діна Абрамовіч
- 2014 — Валентин за дверима (лит. Valentinas uz 2ru) — Віолетта